# Canoeing tại Đại hội Thể thao Đông Nam Á 2005
Canoeing tại Đại hội Thể thao Đông Nam Á năm 2005 được tổ chức tại khu vực Malawaan Fishing Area thuộc Subic Bay Freeport Zone, Zambales, Philippines, từ ngày 2 đến 4 tháng 12. năm 2005. Các vận động viên tham gia trành tài ở 7 nội dung với hai thể loại canoe và kayak dành nam và nữ thi đấu theo hình thức cá nhân, đôi, đội.

## Bảng huy chương
| Hạng               | Đoàn               | Vàng | Bạc | Đồng | Tổng số |
| ------------------ | ------------------ | ---- | --- | ---- | ------- |
| 1                  | Indonesia          | 4    | 3   | 0    | 7       |
| 2                  | Myanmar            | 2    | 2   | 1    | 5       |
| 3                  | Việt Nam           | 1    | 1   | 3    | 5       |
| 4                  | Philippines        | 0    | 1   | 2    | 3       |
| 5                  | Thái Lan           | 0    | 0   | 1    | 1       |
| Tổng số (5 đơn vị) | Tổng số (5 đơn vị) | 7    | 7   | 7    | 21      |

## Tóm tắt kết quả

### Nam
| Nội dung  | Vàng                          | Bạc                                                  | Đồng                                          |
| --------- | ----------------------------- | ---------------------------------------------------- | --------------------------------------------- |
| C-1 500 m | Nguyễn Đức Cảnh · Việt Nam    | Yuyu Fernando · Indonesia                            | Norwell Cajes · Philippines                   |
| C-2 500 m | Indonesia · Asnawir · Roinadi | Philippines · Jeremiah Tambor · John Oliver Victorio | Myanmar · Aung Lin · Win Htike                |
| K-1 500 m | Myint Tayzar Phone · Myanmar  | Sayadin · Indonesia                                  | Marvin Amposta · Philippines                  |
| K-2 500 m | Indonesia · Silo · Laode Hadi | Việt Nam · Trần Hữu Trí · Nguyễn Khánh Thành         | Thái Lan · Piyaphan Phaophat · Anusorn Sommit |

### Nữ
| Nội dung  | Vàng                                                                   | Bạc                                                                   | Đồng                                                                         |
| --------- | ---------------------------------------------------------------------- | --------------------------------------------------------------------- | ---------------------------------------------------------------------------- |
| K-1 500 m | Sarce Aronggear · Indonesia                                            | Naw Ahle Lashe · Myanmar                                              | Đoàn Thị Cách · Việt Nam                                                     |
| K-2 500 m | Indonesia · Sarce Aronggear · Rasima                                   | Myanmar · Krin Mar Oo · Aye Mi Khaing                                 | Việt Nam · Nguyễn Thị Loan · Nguyễn Thị Hoa                                  |
| K-4 500 m | Myanmar · Thei Htay Win · Khin Mar Oo · Aye Mi Khaing · Naw Ahle Lashe | Indonesia · Sarce Aronggear · Rasima · Yohana Yoce Yom · Royadin Rais | Việt Nam · Đoàn Thị Cách · Bùi Thị Phương · Nguyễn Thị Loan · Nguyễn Thị Hoa |